# Microsoft Ignition
Microsoft Ignition là mạng âm nhạc do Microsoft điều hành trải dài trên máy tính cá nhân chạy hệ điều hành Windows, hệ máy chơi game console Xbox 360 và máy nghe nhạc Zune. Ignition cung cấp nhạc và video âm nhạc trên tất cả các loại thiết bị được hỗ trợ và cũng có thể được dùng để quảng bá cho giới nghệ sĩ âm nhạc.